# Marinette (Voodoo)
Marinette ist im haitianischen Voodoo die meistgefürchtete Loa, ein zerstörerisches weibliches Geistwesen mit Bezügen zur schwarzen Magie.

## Namen
Ist mit Marinette die betreffende Loa gemeint, so wird sie meist als Marinette-Bwa-Chech oder Marinette Bois Sèch (kreolisch für kleine Marine mit den trockenen Armen), aber auch als Marinette Pye Sèch (kleine Marine mit den dürren Beinen) bezeichnet. Sämtliche Bezeichnungen spielen auf ihre Darstellung als menschliches Skelett an.

## Bedeutung
Sie gilt als Loa der Nachon Petro, das ist ein Geistwesen mit zerstörerischer Wirkung, als Geliebte des männlichen Petro-Loa Ti-Jean-Petro, als Herrin der Werwölfe und als Cousine von Erzulie Dantor. Ihr Symboltier ist die Kreischeule, ihre Symbolfarbe ist Rot und Schwarz. Sie führe die Pläne der Mambo (Voodoo-Priesterin) Kita aus. Von Marinette besessene Menschen zeigen angeblich Gesten, die an Eulen erinnern, beispielsweise das Gesicht nach unten halten, sich kratzen und die Finger krümmen sowie mit rauer Stimme sprechen. Durch die besessene Person, die durch das Feuer gehen könne, gestehe sie furchtbare Verbrechen, darunter auch Kannibalismus. Sie lebe in einer Hütte im Wald, den sie zu durchstreifen pflege. Die Geschichte ihrer Verehrung lässt sich über mehr als 400 Jahre zurückverfolgen.

## Verehrung
Marinette wird an verborgenen Orten verehrt; dort soll sie schwarze Ziegen, Schweine und lebendig gepfählte Hähne als Opfer annehmen, aber nicht mit anderen Loa teilen; der Hahn kann auch verbrannt werden. Die Opfergaben sind ansonsten zu begraben. Das Ritual beginnt mit dem Entzünden eines Feuers, in das Benzin geschüttet und Kochsalz geworfen wird. Um das Opferritual zu beenden, springt der Voodoo-Priester gemeinsam mit dem Gläubigen in das zuvor entzündete Feuer und sie treten es gemeinsam aus. Ihre besonders in Südhaiti verbreitete Verehrung gilt als Bizango, als stärkste Form der schwarzen Magie. Das Ritual findet spät in der Nacht statt, wenn die Djabs am aktivsten sein sollen. Zahlreiche Haitianer wagen nicht, Bizango zu praktizieren oder eine so gefährliche Loa wie Marinette zu rufen.